# Gorliz
Gorliz város Spanyolországban,  Bizkaia tartományban. Gorliz Lemoiz és Plentzia községekkel határos. Lakosainak száma 6015 fő (2024).

## Népesség
A település népessége az utóbbi években az alábbiak szerint változott:
| Lakosok száma | 4386 | 4750 | 5176 | 5400 | 5532 | 5664 | 5680 | 5785 | 6031 | 6015 |
|               | 2001 | 2004 | 2007 | 2009 | 2012 | 2014 | 2017 | 2019 | 2022 | 2024 |